# Dítxnia
Dítxnia (en rus: Дичня) és un poble de l'óblast d'Oriol, a Rússia, segons el cens del 2010 tenia vuit habitants. Pertany al districte municipal de Verkhóvie.